# Tarantasca
Tarantasca là một đô thị tại tỉnh Cuneo trong vùng Piedmont của Italia, vị trí cách khoảng 60 km về phía nam của Torino và khoảng 13 km về phía bắc của Cuneo. Tại thời điểm ngày 31 tháng 12 năm 2004, đô thị này có dân số 2.002 người và diện tích là 12.2 km².
Đô thị Tarantasca có các frazioni (đơn vị cấp dưới, chủ yếu là các làng) San Chiaffredo, Santa Cristinavà Tasnere.
Tarantasca giáp các đô thị: Busca, Centallo, Cuneo và Villafalletto.